# Neoarius
Neoarius és un gènere de peixos de la família dels àrids i de l'ordre dels siluriformes. Es troben en aigües marines, salobres i aigües dolces. Diverses espècies viuen únicament als rius d’aigua dolça. Actualment hi ha deu espècies descrites en aquest gènere. F.L. Castelnau va proposar el nom el 1878, per a distingir el genere dels arius.

## Taxonomia
- Neoarius berneyi (Whitley, 1941)[2]
- Neoarius coatesi (Kailola, 1990)[3]
- Neoarius graeffei (Kner & Steindachner, 1867)[4]
- Neoarius latirostris (Macleay, 1883)[5]
- Neoarius midgleyi (Kailola & Pierce, 1988)[6]
- Neoarius pectoralis (Kailola, 2000)[7]
- Neoarius taylori (Roberts, 1978)
- Neoarius utarus (Kailola, 1990)[3]
- Neoarius velutinus (Weber, 1907)